# Wiener Metropol

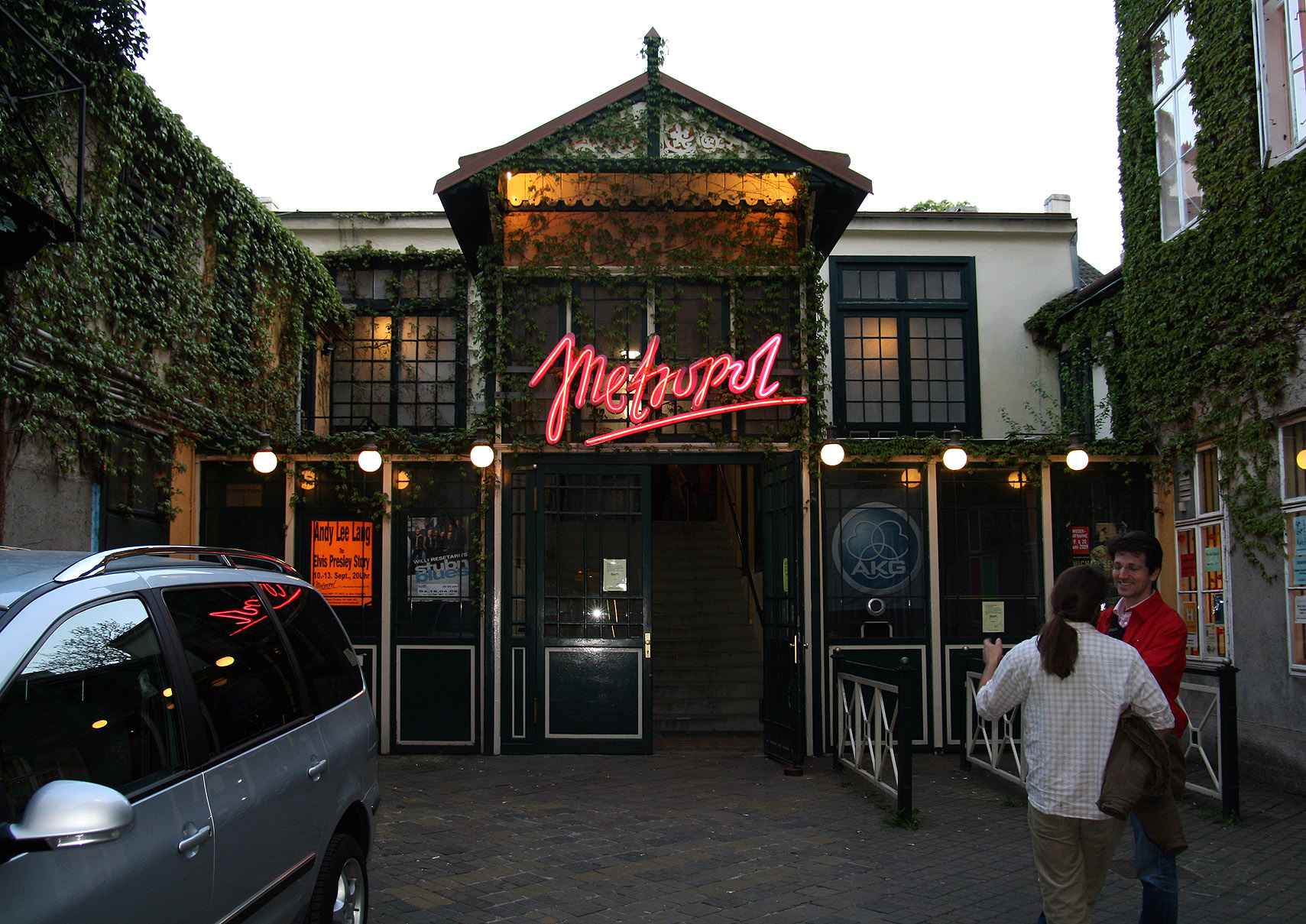
Haupteingang des Metropol

Das Wiener Metropol ist ein Veranstaltungszentrum für Konzerte und Kabarett im 17. Wiener Gemeindebezirk Hernals.

## Geschichte

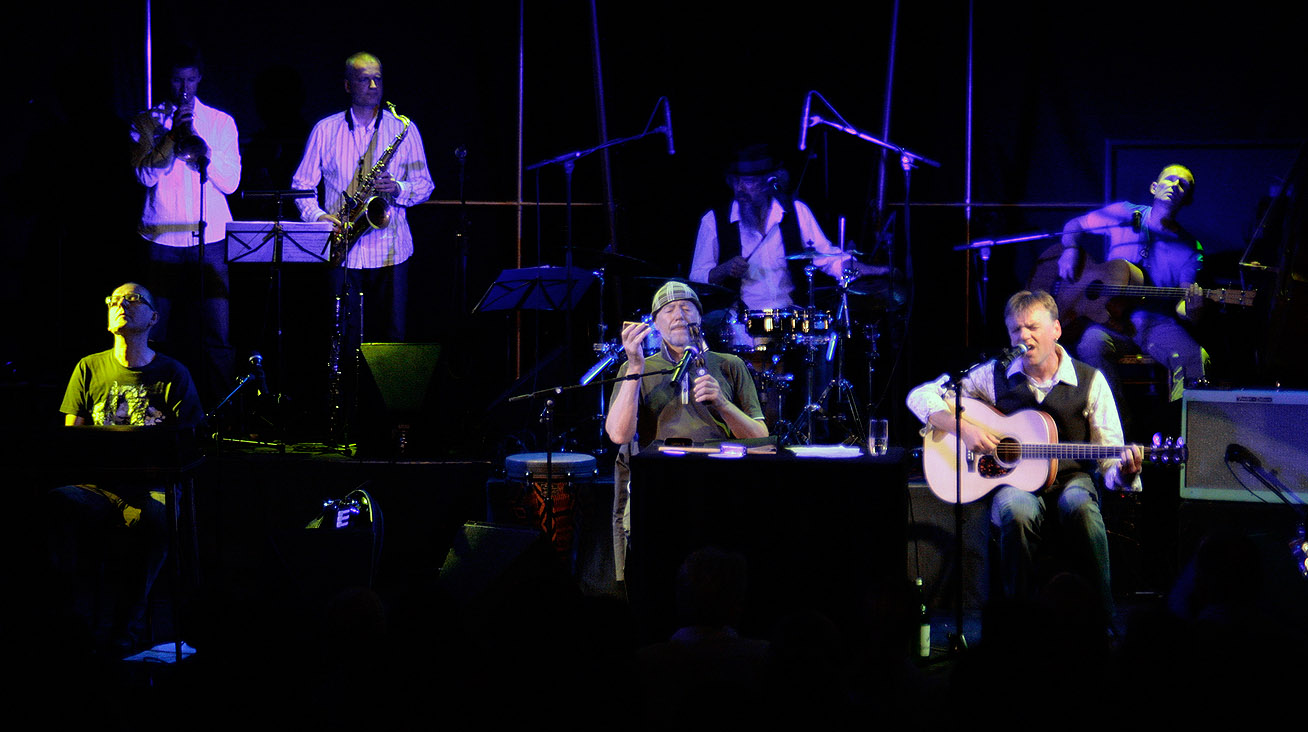
Stubnblues im Metropol (2009)

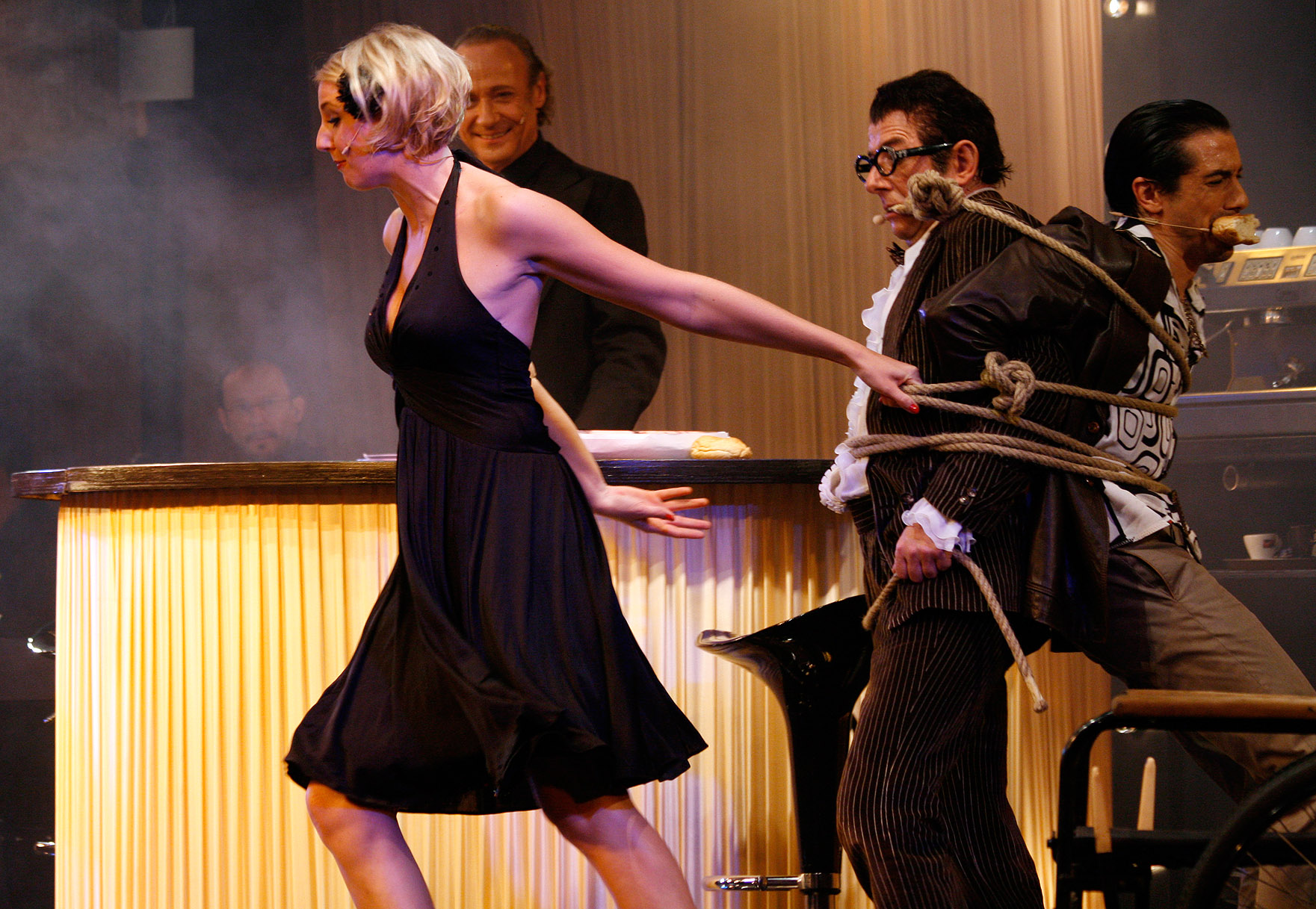
Premiere der zweiten Saison des Musicals Ti Amo (2009)

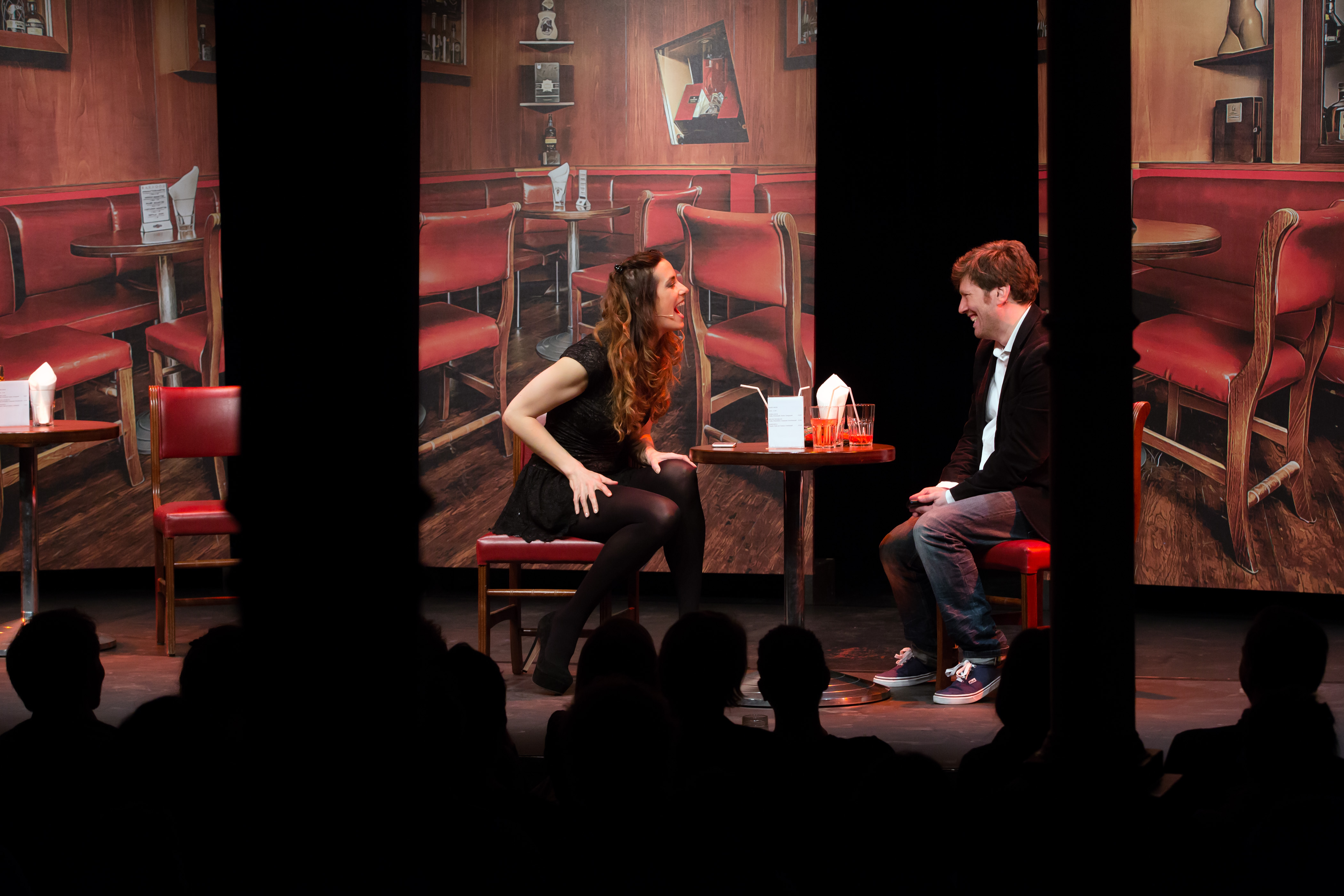
Premiere von Match Me If You Can mit Nina Hartmann und O. Lendl (2015)

Zu Beginn des 19. Jahrhunderts stand am Ort des heutigen Metropols eine Bäckerei mit Presshaus und Weingärten. Dieser Besitz wurde 1828 von Quirin Maierhofer, einem Bäckermeister aus Würzburg, gekauft. Die angeschlossenen Stallungen wurden noch vor 1860 in einen 8 × 20 Meter großen Saal umgewandelt, den "Glassalon" und heutigen Bar-Bereich. Veranstaltet wurden hier zunächst Bälle, Spanferkelessen und sogar Ehrenringkämpfe. 1858 heiratete der Bäckermeister Georg Klein die Tochter des Besitzers und übernahm 1868 die Geschäfte des Betriebes. Klein vergrößerte das Etablissement 1872 durch einen Gartensalon (heute Metropoldi), der früher Hernalser Stadttheater hieß. 1874 wurde ein zweiter Glassalon am Ort des heutigen Bühnenbereichs errichtet. Um die Jahrhundertwende wurde auch die "Pawlatschenbühne" im Garten gegründet, die heute wahrscheinlich das letzte Bühnenoriginal dieser Zeit in einer Wiener Vorstadt darstellt. Zu dieser Zeit erreichte das Etablissement Klein auch seinen Höhepunkt, Hernals war ein beliebtes Vergnügungsviertel von Wien. In den 1960er und 1970er Jahren wurde das Etablissement unter dem Namen Hernalser Vergnügungszentrum (HVZ) betrieben. 1980 erfolgte eine sanfte Revitalisierung, seither wird es als Metropol bzw. Wiener Metropol geführt.

## Bühnen
Das Wiener Metropol verfügt über drei Bühnen. Die Hauptbühne mit dem großen Saal verfügt über eine Kapazität von 700 Steh- oder 550 Sitzplätzen. Die Bandbreite reicht hier von internationalen und nationalen Veranstaltungen, vom Musical übers Kabarett bis hin zum Konzert. 1998 wurde der Saal der Hauptbühne modernisiert. Besonderheit ist die nach drei Seiten offene Bühne.
Das Metropoldi (ehemaliges Hernalser Stadttheater) verfügt über rund 100 Sitzplätze und wird in der Regel durch Kleinkunstveranstaltungen, Kabarett oder Theater bespielt. Der Saal wird außerdem für private Veranstaltungen vermietet.
Die Pawlatschen-Bühne  ist eine Freiluftbühne, die im Sommer bespielt wird.

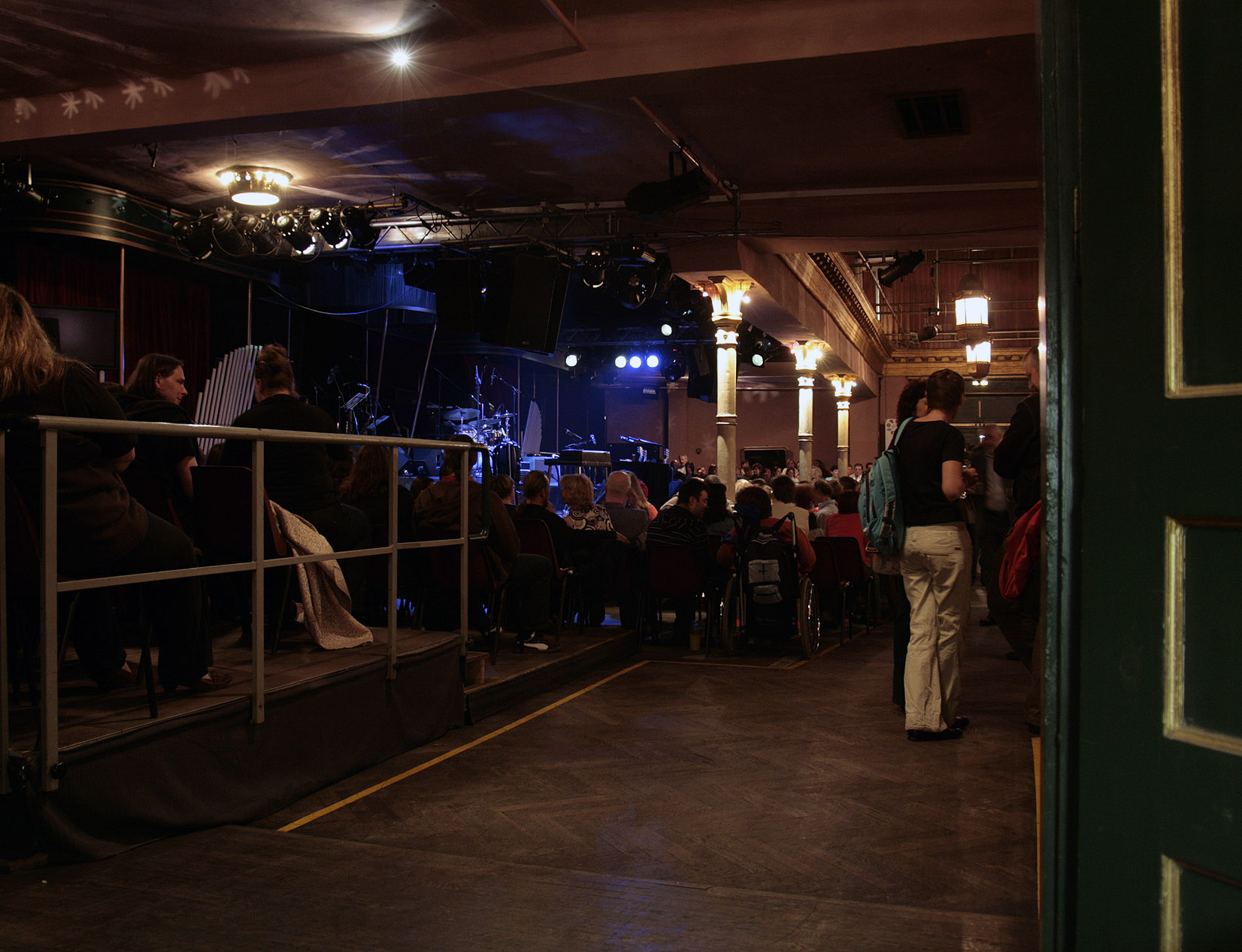
Großer Saal mit Hauptbühne
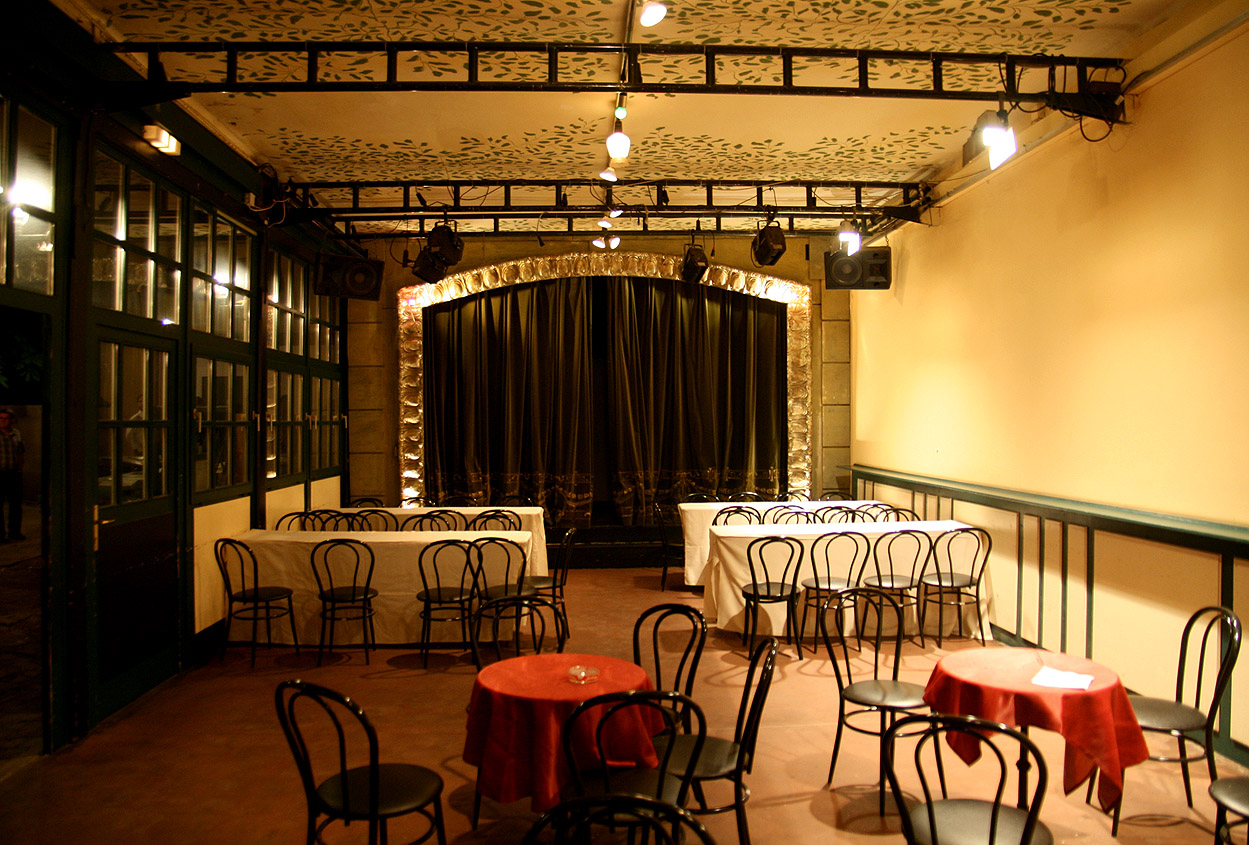
Metropoldi
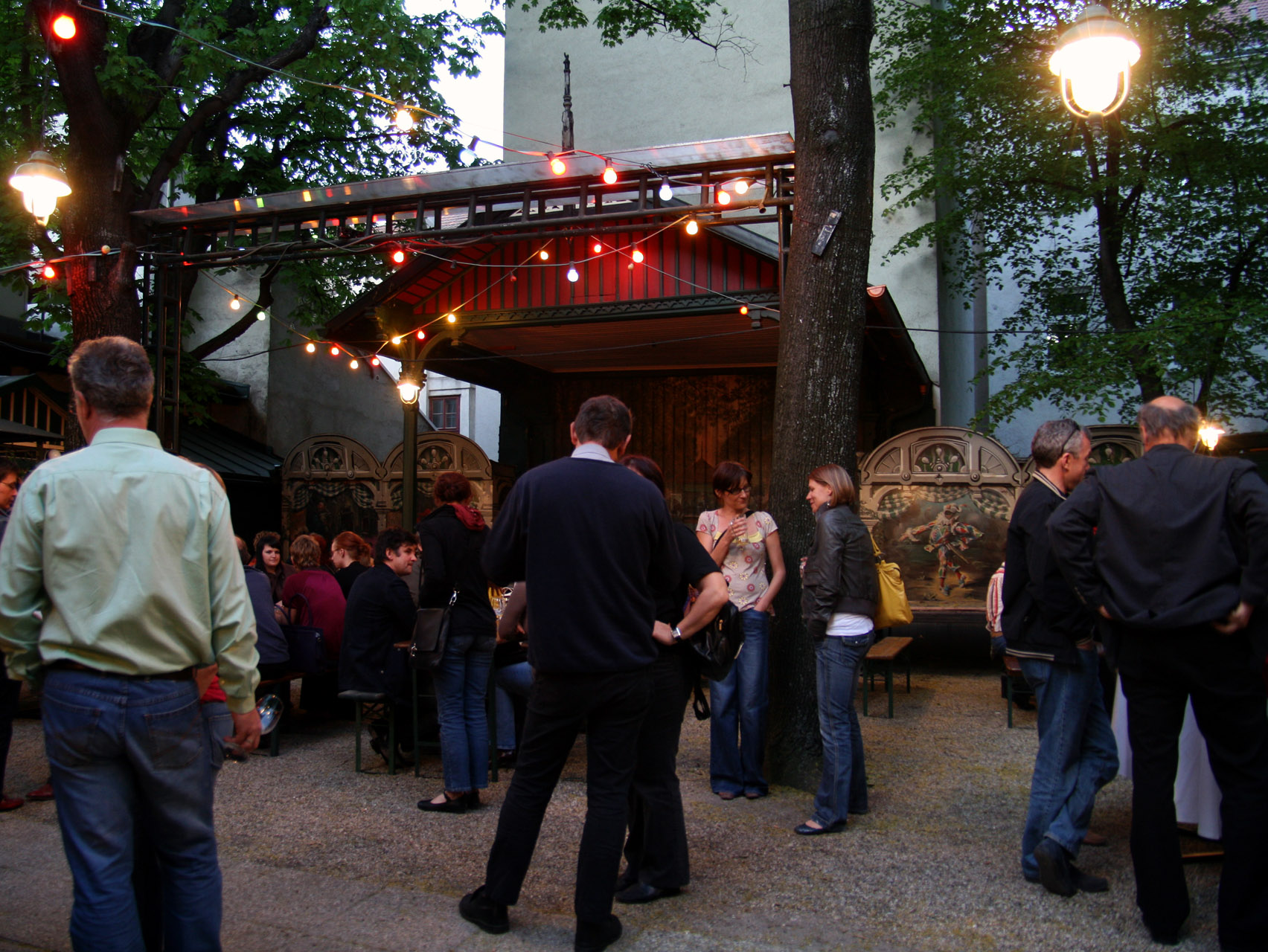
Innenhof mit Pawlatschenbühne

## Auszeichnungen
- 2021: Österreichischer Musiktheaterpreis – Sonderpreis Bestes Unterhaltungstheater[2][3]